# 2012年夏季奥林匹克运动会中国田径队
参加2012年伦敦夏季奥林匹克运动会的中国田径队共计114人，其中男运动员32人，女运动员45人，官员与工作人员37人，领队罗超毅。田徑为中国代表团参赛人数最多的项目。本届中国代表团參加田徑47個小項中的33個小項比賽。2004年雅典奧運會中國憑邢慧娜在女子10000米、劉翔在男子110米跨欄取得兩枚金牌。

## 官员构成
- 领队：罗超毅，副领队：王大卫和冯树勇；
- 教练：胡新民、林治强、余维立、张景龙、李庆、赵勇、李国雄、张国伟、孙海平、芦泉彬、沙应正、宋绍利、熊杰、李健、谭洪海、梁松利、苏景海、张阜新、张清华、何幼棣、丛玉珍、何增生、李正、叶奎刚、李梅素、杨文科、朱华刚、李善增和史美创；
- 管理：王晓莹、付维波；
- 隊医：江山、李旭坤、黄昌太。

## 男子参赛项目
男子组参赛人员32人，分布于15个小项。
- 运动员：刘翔、陈定 、王镇、  蔡泽林

## 女子组参赛项目
女子组参赛人员45人，分布于17个小项目。